# Поповяне
Поповяне (болг. Поповяне) — село в Болгарии. Находится в Софийской области, входит в общину Самоков. Население составляет 296 человек.

## Политическая ситуация
В местном кметстве Поповяне, в состав которого входит Поповяне, должность кмета (старосты) исполняет Константин Симов Беров (Коалиция в составе 2 партий: Объединённый блок труда (ОБТ), Движение «Нашата община политическа партия», «Движение за социален хуманизъм») по результатам выборов правления кметства.
Кмет (мэр) общины Самоков — Ангел Симеонов Николов (БСП) по результатам выборов в правление общины.